# Mitteilungsblatt, Arbeitskreis Heimische Orchideen Baden-Württemberg
Mitteilungsblatt, Arbeitskreis Heimische Orchideen Baden-Württemberg (abreviado Mitteillungsbl. Arbeitskreis Heimische Orchid. Baden-Württemberg) fue una revista con ilustraciones y descripciones botánicas que fue editada en Baden-Württemberg. Se publicaron 25 números desde 1969 hasta 1993. Fue reemplazada por Journal Europaischer Orchideen.